# محقب الأعلى (حبيل جبر)

تعديل مصدري - تعديل

محقب الأعلى هي إحدى قرى عزلة حبيل جبر بمديرية حبيل جبر التابعة لمحافظة لحج، بلغ تعداد سكانها 243 نسمة حسب تعداد اليمن لعام 2004.